# 猪笼草目
猪笼草目（学名：Nepenthales）是1981年的克朗奎斯特分类法中五桠果亚纲下的一个目，包括瓶子草科（Sarraceniaceae）、猪笼草科（Nepenthaceae）和茅膏菜科（Droseraceae）三个科。APG II 分类法取消这个目，其下的瓶子草科直接合并到杜鹃花目之下，其余两科则被分到石竹目中。
该目下的三个科都属于食虫植物。茅膏菜科下又分三个属，分别为茅膏菜属、捕蝇草属及貉藻属。